# チャールズ・ウォルタース
チャールズ・ウォルタース (1911年11月18日 – 1982年8月13日) は、アメリカ合衆国の映画監督・振付師。 1940年代から60年代までMGMの作品で多くの名声を残した。

## 人物
カリフォルニア州パサデナ生まれの彼は、ロサンゼルスの南カリフォルニア大学を卒業した。
『濡れたらダメよ』といった、 エスター・ウィリアムズの水中レビュー場面および飛び込みシーンの監督が有名である。また、レスリー・キャロンの『恋の手ほどき』（クレジットなし）や リリーの監督も知られている。その他の代表的なミュージカルには『フィラデルフィア物語』(1940)のリメイクである『上流社会』、『ママは独身』(1939)のリメイクである『やさしい罠』、アステア&ロジャースの最後の共演作『ブロードウェイのバークレー夫妻』、ケーリー・グラントが俳優として最後に出演した『歩け走るな!』がある。
1982年、肺がんのため71歳で死去。

## フィルモグラフィ

### 監督作品
- ジーグフェルド・フォリーズ Ziegfeld Follies (1946)
- Good News (1947)
- イースター・パレード Easter Parade (1948)
- ブロードウェイのバークレー夫妻 The Barkleys of Broadway (1949)
- アニーよ銃をとれ Annie Get Your Gun (1950),クレジットなし
- サマーストック Summer Stock (1950)
- Three Guys Named Mike (1951)
- Texas Carnival (1951)
- ザ・ベル・オブ・ニューヨーク The Belle of New York (1952)
- リリー Lili (1953)
- 濡れたらダメよ Dangerous When Wet (1953)
- Torch Song (1953)
- イージー・トゥ・ラブ Easy to Love (1953)
- ガラスの靴 The Glass Slipper (1955)
- やさしい罠 The Tender Trap (1955)
- 上流社会 High Society (1956)
- Z旗あげて Don't Go Near the Water (1957)
- 恋の手ほどき Gigi (1958),クレジットなし
- 恋の売り込み作戦 Ask Any Girl (1959)
- ママは腕まくり Please Don't Eat the Daisies (1960)
- シマロン Cimarron (1960),クレジットなし
- 蒼い渚 Go Naked in the World (1961),クレジットなし
- Two Loves (1961)
- ジャンボ Billy Rose's Jumbo (1962)
- 不沈のモリー・ブラウン The Unsinkable Molly Brown (1964)
- 歩け走るな! Walk Don't Run (1966)

### 出演作品
- Presenting Lily Mars (1943) - フィナーレでのリリーのダンス・パートナー (クレジット無し)
- ガール・クレイジー Girl Crazy (1943) - 学生 (クレジット無し)
- 凸凹ハリウッドの巻 Abbott and Costello in Hollywood (1945) - 水兵 (クレジット無し)
- リリー Lili (1953) - ジャン＝ピエール・オーモンのダンス吹き替え (クレジット無し)
- トーチソング Torch Song (1953) - ラルフ・エリス (クレジット無し)
- イージー・トゥ・ラブ Easy to Love (1953) - ナイトクラブのダンサーとしてシド・チャリシーと共演 (クレジット無し、最後の出演)